# Graureiherkolonie
Koordinaten: 50° 47′ 49″ N, 7° 48′ 19″ O

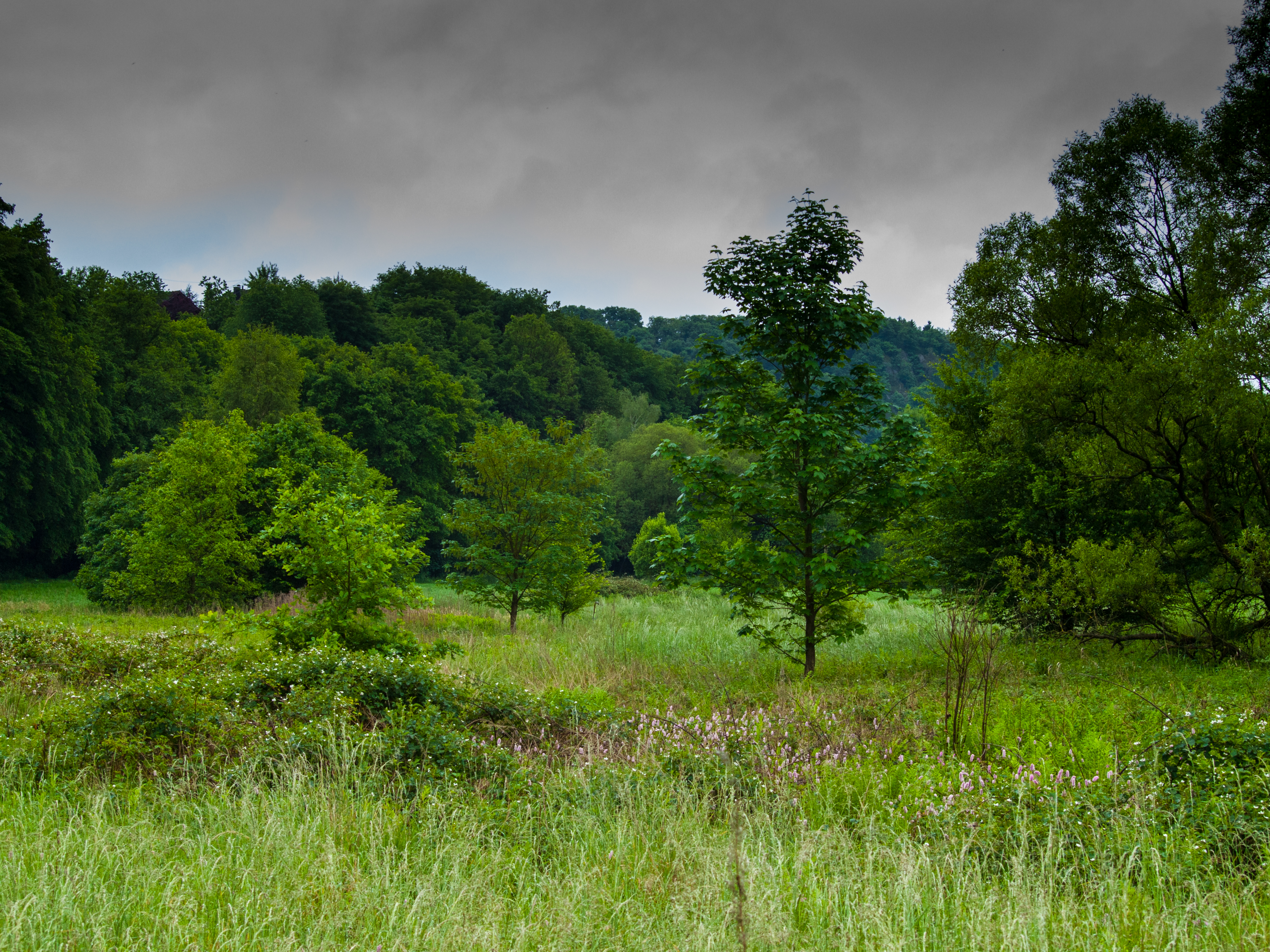
Naturschutzgebiet Graureiherkolonie

Das Naturschutzgebiet Graureiherkolonie ist das größte Naturschutzgebiet im Landkreis Altenkirchen (Westerwald) in Rheinland-Pfalz.
Das 137,5 ha große Gebiet, das im Jahr 2001 unter Naturschutz gestellt wurde, erstreckt sich in zwei Teilflächen westlich der Stadt Betzdorf entlang der Sieg. Die B 62 verläuft streckenweise am nördlichen Rand des Naturschutzgebiets.